# Víctor Rodríguez Soria
Pour les articles homonymes, voir Rodríguez et Víctor Rodríguez.
Víctor Rodríguez Soria est un footballeur international andorran né le 7 septembre 1987 qui évolue actuellement au FC Santa Coloma au poste de défenseur. Il a fait ses débuts en équipe nationale en 2008.

## Carrière
- Depuis 2005 : FC Santa Coloma  Andorre